# 2728
2728（二千七百二十八、にせんななひゃくにじゅうはち）は自然数、また整数において、2727の後で2729の前の数である。 

## 性質
- 2728は合成数である。約数は 1, 2, 4, 8, 11, 22, 31, 44, 62, 88, 124, 248, 341, 682, 1364, 2728 である。
  - 約数の和は5760である。
- 10番目の第1定義のカプレカ数であり 27282 = 7441984 , 744 + 1984 = 2728 となる。1つ前は2223、次は4879。
- 2728 = 103 + 123
  - 2つの正の数の立方数の和で表せる83番目の数である。1つ前は2709、次は2745。(オンライン整数列大辞典の数列 A003325)
- 約数の和が2728になる数は1個ある。(2623) 約数の和1個で表せる411番目の数である。1つ前は2724、次は2732。
- 各位の和が19になる137番目の数である。1つ前は2719、次は2737。
- 2つの連続自然数を昇順に並べてできる27番目の数である。1つ前は2627、次は2829。(オンライン整数列大辞典の数列 A001704)
  - 連続自然数を並べてできる36番目の数である。1つ前は2627、次は2829。(オンライン整数列大辞典の数列 A035333)